# Atarba (Ischnothrix) geminata
Atarba (Ischnothrix) geminata is een tweevleugelige uit de familie steltmuggen (Limoniidae). De soort komt voor in het Neotropisch gebied.